# 工藤北斗
工藤 北斗（くどう ほくと、1984年1月6日 - ）は、株式会社アガルートの代表取締役兼講師。グループ会社株式会社ファンオブライフ取締役。東京リーガルマインド (LEC) の元司法試験講師講師。本名は岩崎 北斗（いわさき ほくと）。

## 人物
東京都東久留米市出身。早稲田大学法学部を卒業後（2007年）、慶應義塾大学法科大学院既修者コースを2009年に修了。司法試験1回目の受験で総合57位で合格した。司法修習へは行かず、ネットバンクへ就職。副業として週末は学生時代にアルバイトをしていた大手資格試験予備校LECで講師を務めた。1年後、ネット銀行を退職し講師業に専念。
LECを退職後、2013年12月株式会社アガルート設立、2015年1月オンライン予備校アガルートアカデミーを開校した。代表取締役であり、講師業も継続している。
工藤北斗は講師名であり、LEC司法試験講師に本名と同姓の岩崎茂雄がいたため母親の旧姓である工藤を使用した。LECを退職後も講師として活動する際は工藤を用いている。

## 経歴
- 2007年　早稲田大学法学部 卒業
- 2009年　慶應義塾大学法科大学院既修者コース 修了
- 2009年　（新）司法試験合格
- 2009年10月　LECで司法試験講師として登壇
- 2013年12月　株式会社アガルート設立　代表取締役就任
- 2020年2月　株式会社ファンオブライフ取締役就任

## 著書・連載
- 工藤北斗の司法試験予備試験最速の「合格り方」 (2015/7/23、慶應義塾大学出版会)

### 合格論証集（新版のみ）
- 工藤北斗の合格論証集 商法・民事訴訟法（2018/3/1、法学書院）
- 工藤北斗の合格論証集 民法（2018/10/1、法学書院）
- 工藤北斗の合格論証集 刑法・刑事訴訟法（2018/12/1、法学書院）

### 実況論文講義（新版のみ）
- 工藤北斗の実況論文講義 刑事訴訟法（2015/7/1、法学書院）
- 工藤北斗の実況論文講義 民法（2015/11/1、法学書院）
- 工藤北斗の実況論文講義 商法（2016/3/1、法学書院）
- 工藤北斗の実況論文講義 民事訴訟法（2016/10/1、法学書院）
- 工藤北斗の実況論文講義 刑法（2018/6/1、法学書院）

### 連載
月刊『受験新報』（法学書院）にて「過去問から学ぶ合格答案の書き方－刑事訴訟法編」、「論文答案の書き方講座」（基礎編）を連載（全22回）。